# Sint-Jozefskerk (Hille)

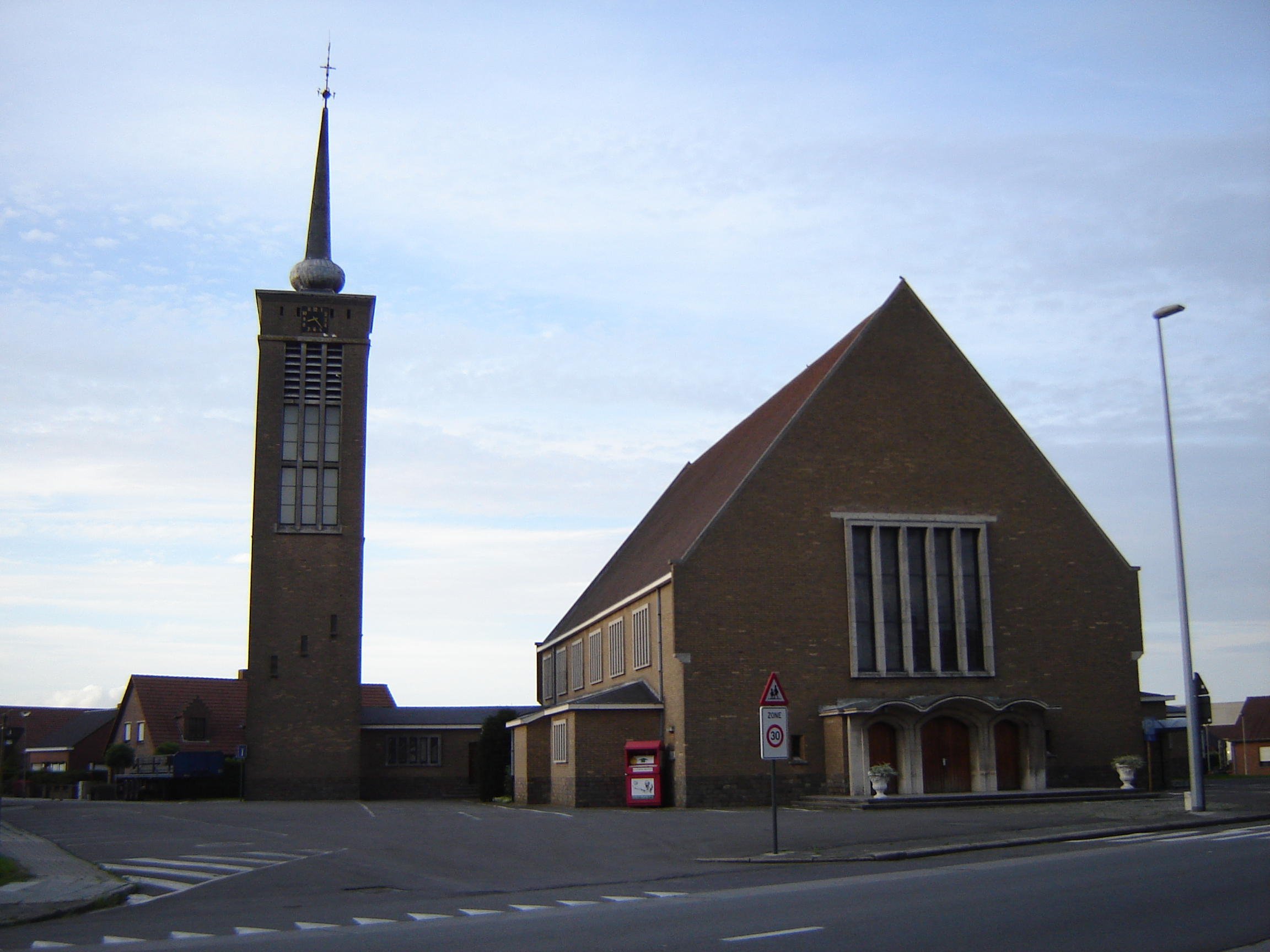
Sint-Jozefskerk

De Sint-Jozefskerk was de parochiekerk van het tot de West-Vlaamse gemeente Wingene behorende dorp Hille, gelegen aan de Wingenesteenweg. Sinds 2021 is de openbare bibliotheek van de gemeente in het gebouw gevestigd.

## Geschiedenis
Hoewel De Hille in de 19e eeuw ontstaan is en er in 1867 al een school werd gesticht duurde het nog tot 1953 voordat de wijk als kapelanie werd erkend. In 1956 werd deze verheven tot parochie. Men kerkte aanvankelijk in een noodkerk, maar in 1964 kon de definitieve kerk in gebruik worden genomen.

## Gebouw
Het betreft een zaalkerk met twee smalle en lage zijbeuken. Als materiaal werd baksteen gebruikt, maar de vensteromlijstingen zijn in beton uitgevoerd. De feitelijke kerkzaal wordt gedekt door een vrij hoog zadeldak en de lage zijbeuken hebben een plat dak. Het portaal wordt overdekt door betonnen schalen. De losstaande bakstenen toren heeft een zeer ranke spits. Hij is door een gang met de kerk verbonden.
De kerkzaal wordt overwelfd door een gedrukt tongewelf.